# White House (Virginie)
Pour les articles homonymes, voir White House.
White House est un lieu non incorporé du comté de New Kent, à l'est de l'État américain de Virginie, sur la rive sud de la Pamunkey River. La White House Plantation, qui lui a donné son nom était la maison de Martha Dandridge Custis au XVIIIe siècle, une veuve, qui y fit la cour à son futur époux, alors colonel de l'armée britannique, George Washington avec qui elle se maria en 1759.
Bien que la Maison-Blanche, résidence des présidents des États-Unis à Washington, ne fut construite que quelques années après la présidence de George Washington et nommée « Maison-Blanche » encore plus tardivement, l'hypothèse que son nom évoque celui de la plantation est quelquefois évoquée. 
À proximité, White House Landing, sur le bord de la rivière fut le site d'une base de ravitaillement de l'armée de l'Union en 1862 pendant la campagne de la Péninsule durant la guerre de Sécession. White House est l'endroit où le Richmond and York River Railroad (en), qui fut achevé en 1861 entre Richmond et West Point, traverse la Pamunkey River.

## Source
- (en) Cet article est partiellement ou en totalité issu de l’article de Wikipédia en anglais intitulé « White House, Virginia » (voir la liste des auteurs).